# Дасаки
Дасаки (грч. Δασάκι) је насељено место у општини Гребен у периферији Западна Македонија, Грчка. Према попису из 2021. године било је 7 становника.
Према бугарском географу и историчару, Василу Канчову, у Дасакију је 1900. године живело 75 Грка. Село се раније звало Палеокоприја.